# Nationale Technische Universität Donezk

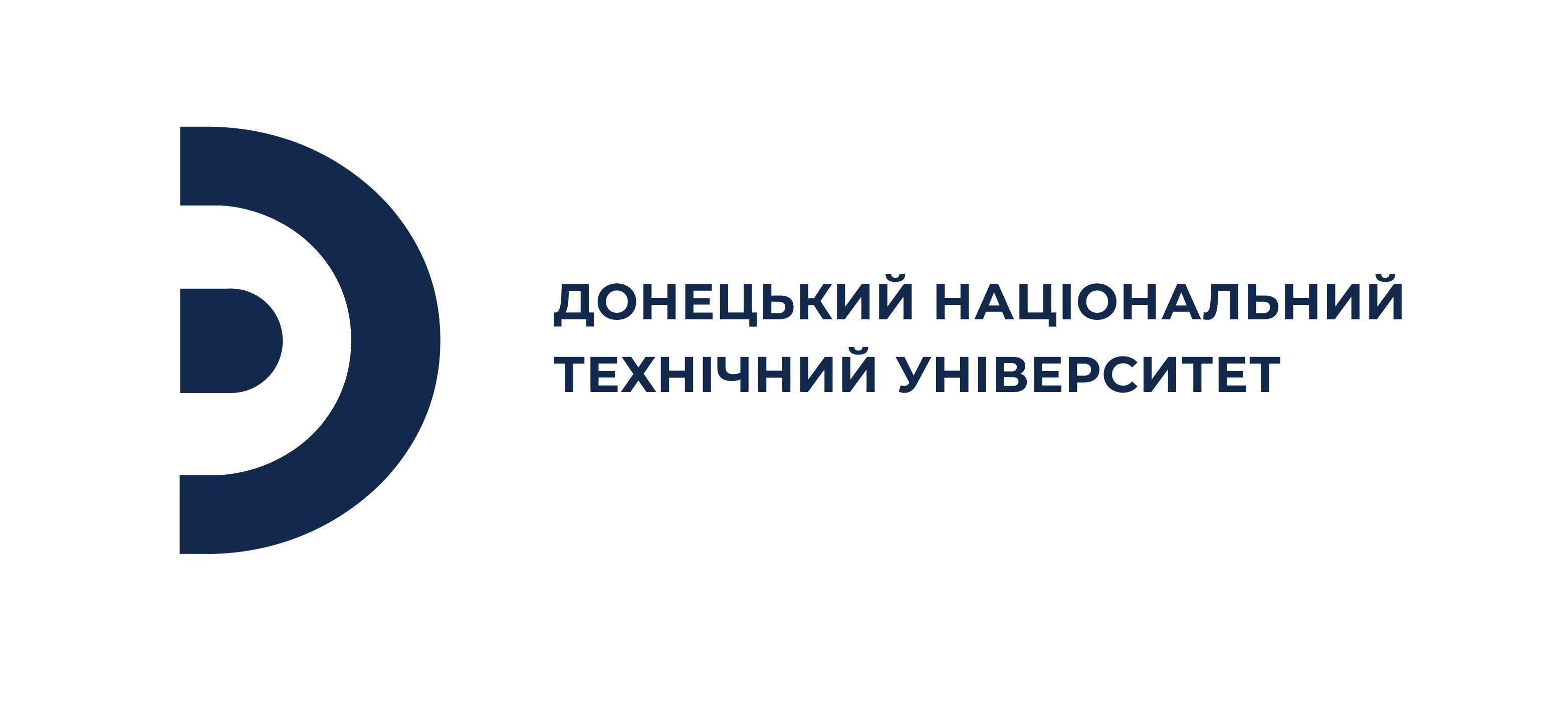
Das offizielle Logo von DonNTU

Die Nationale Technische Universität Donezk (DonNTU) (ukrainisch Донецький національний технічний університет; russisch Донецкий национальный технический университет) ist eine 1921 gegründete Universität in Donezk, seit 2014 in Pokrowsk (vorm. Krasnoarmijsk), Ukraine.
Die Hochschule wurde zwischen 1921 und 1926 als Bergbauschule betrieben; 1926 bis 1935 als universitäres Bergbauinstitut Donezk, 1935 bis 1960 als Industrieinstitut Donezk, 1960 bis 1993 als Polytechnische Hochschule Donezk. Seit 1993 wird der offizielle Name „Nationale Technische Universität Donezk“ geführt. Die Universität befindet sich seit dem Kriegsausbruch in der Ostukraine im Jahr 2014 in der ehemaligen Dependance in Pokrowsk.

## Fakultäten
- Bergbau[3]
- Computer- und Informationstechnik, Automation (CITA)
- Maschinenbau, Elektrotechnik und Chemische Technologien (MEChT)
- Wirtschaftswissenschaften und Management (WM)

## Bekannte Absolventen
- Stanislaw Assjejew (* 1989), Schriftsteller und Journalist
- Nikita Chruschtschow (1894–1971), ehemaliger Generalsekretär der KPdSU
- A. F. Sasjadko, ehemaliger Minister für Bergbauwesen der Ukraine
- N. M. Chudossowzew, ehemaliger Minister für Bergbauwesen der Ukraine
- A. A. Pschenitschny, ehemaliger Minister für Bergbauwesen der Ukraine
- Oleksandr Ljaschko (1915–2002), ehemaliger Vorsitzender des Parlaments der Ukraine
- Juchym Swjahilskyj (1933–2021), Betriebsdirektor, Unternehmer, Bürgermeister von Donezk, stellvertretender Ministerpräsident der Ukraine (1993/94)
- Ljudmila Fjodorowna Beslepkina (* 1941), ehemalige Sozialministerin der Russischen Föderation
- Anatolij Solowjanenko, Opernsänger
- Kateryna Hubarjewa (* 1983), Informatikerin, Malerin und Politikerin